# (30566) Stokes
(30566) Stokes  es un asteroide perteneciente al cinturón de asteroides, descubierto el 29 de julio de 2001 por Paul G. Comba desde el Observatorio de Prescott, en Arizona, Estados Unidos.

## Designación y nombre
Stokes se designó inicialmente como 2001 OO81.
Más adelante fue nombrado en honor al físico británico George Gabriel Stokes (1819-1903).

## Características orbitales
Stokes orbita a una distancia media del Sol de 2,3790 ua, pudiendo acercarse hasta 1,8400 ua y alejarse hasta 2,9181 ua. Tiene una excentricidad de 0,2265 y una inclinación orbital de 3,0510° grados. Emplea en completar una órbita alrededor del Sol 1340 días.

## Características físicas
Su magnitud absoluta es 15,3.